# Alpheopsis diabolus
Alpheopsis diabolus är en kräftdjursart som beskrevs av A. H. Banner 1956. Alpheopsis diabolus ingår i släktet Alpheopsis och familjen Alpheidae. Inga underarter finns listade i Catalogue of Life.